# Zbeer
Zbeer – polski zespół muzyczny założony w Sosnowcu / Katowicach. Początek działalności zespołu datuje się na 1999 r. Twórczość zespołu zaliczana jest do nurtu punk rock i street punk/oi!. Według niektórych autorów publikacji zespół zaliczany jest do ścisłej czołówki polskiego punk rocka.

## Historia
Inicjatywa założenia kapeli oi wyszła od Marka i Groobego, który poszukując odpowiednich osób do wymaganego składu, dali  ogłoszenie między innymi sklepie muzycznym (pijalni piwa / pubie) "Pitbull" w Katowicach. Stałym bywalcem tego miejsca był Sid, wcześniej członek grupy muzycznej Les Blizners, który początkowo zignorował to ogłoszenie. Jednak prowadzący sklep o ksywie Sołtys przekazał numer telefonu do Sida zainteresowanym. Po ich telefonie w Sosnowcu, w czerwcu 1999 r., odbyła się pierwsza próba nowego składu. Tak powstał zespół Zbeer. Po kolejnych próbach do składu został dołączony Andrzej. Intensywne próby zespół prowadził w tym samym budynku co zespoły Horroshow i Frontside. Pierwszy koncert grupa zagrała w Żorach, a w grudniu 1999 r. miała już materiał na pierwszy album. Finasowanie studia nagrań zapewnił wyżej wspominany Sołtys. Nagrania zrealizowane były we wrocławskim studiu należącym do grupy Klinika. Tak pierwszy album zespołu pod tytułem "Time to unite" pojawił się w kwietniu 2000 r. Wówczas zespół koncertował u boku takich zespołów jak między innymi U.K. Subs, The Business, Forgotten, Charge 69, oraz z polskimi zespołami takimi jak H.N.D.M., Bulbulators, Horroshow, The Analogs czy Frontside. Przed rozpoczęciem pracy nad kolejną płytą basistę Grooby zastąpił Bartek, a opracowana płyta zaś została wydana w stajni Enigmatic.

## Festiwale, wybrane koncerty
Zespół Zbeer uczestniczył w festiwalu Rock na Bagnie. Miało to miejsce w 2016 r. i 2018 r.. Natomiast 5.07.2019 r. w ramach tego festiwalu Sid brał udział w projekcie RE[punk]BLIKA, czyli utwory zespołu Republika na punkowo, w którym był jednym z gości zespołu Chupacabras. Członkowie zespołu Zbeer udzielali się wokalnie przy nagraniu przez zespół The Analogs utworu „Nasza droga życia” zamieszczonego w albumie pod tytułem CHWDP wydanym przez Oldschool Records w 2021 r.. Jesienią i zimą 2018 r. grupa brała udział w trasie koncertowej odbywającej się pod szyldem „Remember Your Roots” podczas której wykonawcy grali w kilku polskich miastach. Trasa została zorganizowana przez wytwórnię muzyczną Oldschool Records.
Zespół uczestniczył w kilku koncertach jubileuszowych, między innymi:
- Na XX-lecie zespołu Skampararas zespół wystąpił na koncercie w Katowicach zorganizowanym w Miasteczku Westernowym TWINPIGS, w dniu 16.090.2017 r., obok jubilatów i takich zespołów jak Podwórkowi Chuligani i Psy Wojny[13].
- Z kolei w Krakowie, w Klubie Studenckim Kwadrat, dnia 5.10.2019 r. odbył się koncert z okazji X-lecia zespołów Booze & Glory. Oprócz jubilatów wystąpił Zbeer i inni goście: Dr.Rude, Mad Sin z Niemiec, Schizma, Skankan, The Analogs[14][15].
- W dniu 6.12.2019 r. zespół był jednym z gości na koncercie zorganizowanym z okazji jubileuszu zespołu Bulbulators. Było to 30-lecie istnienia tego zespołu. Koncert zorganizowany został w klubie Spirala w Gliwicach. Gośćmi oprócz Zbeera byli Charge 69 z Francji oraz kapela Po Prostu[16].
- Kolejnym koncertem jubileuszowym, w którym wystąpił Zbeer, był koncert w Sosnowcu, w klubie Komin Music Cafe, w dniu 18.03.2023 r., zorganizowanym z okazji X-lecia zespołu Czterdzieści jeden dwieście. Trzecim uczestnikiem tego wydarzenia był Sedes[17].

9.12.2023 r. zespół wystąpił na koncercie odbywającym się w ramach kampanii Stowarzyszenia „NIGDY WIĘCEJ” pod hasłem „Muzyka Przeciwko Rasizmowi”. Miejscem, w którym odbyło się wydarzenie, jest „Przychodnia Skłot” w Warszawie. Oprócz Zbeera wystąpili: Reszta Pokolenia i Szkło. Organizatorem był Wrecked Sound Gigs.

## Skład
Początkowo zespół grał w składzie: Marek, Grooby, Sid, Zelva (Żółwiu) a następnie skład uzupełnił Andrzej. Krótko po opuszczeniu zespołu przez Groobego, zespół koncertował w składzie trzyosobowym, do czasu aż dołączył do grupy nowy basista Bartek. Później skład również zmieniał się i w zespole pojawiali się tacy wykonawcy jak Pacior, Bifik, Paweł, Zizol.
Byli i obecni członkowie zespołu oraz ich funkcja:
- Andrzej, Ader[2][22] – gitara[1][22]
- Bartek, Bart, Bartez, Bartosz "Bart" Łakomy[23] – gitara basowa[1][23]
- Bifik[24], Michał Bifik Karwalski[25] – gitara[24]
- Grooby[26] – gitara basowa[1][26]
- Marek, Mark, Mark Booze, Rusky[27] – perkusja[1][27]
- Pacior, Patryk "Pacior" Urbańczyk – perkusja[28]
- Paweł, Paweł "Paulek" Sobczyk – gitara[29]
- Sid / Sidney / Tomasz "Sidney" Wójcik[30] – wokal, gitara, także w pewnych okresach gitara basowa[1][30]
- Zizol – gitara[31],
- Zelva (Żółwiu) - drugi wokal.

Wokalnie w tle udzielali się także Pacior, Bifik
Skład w wybranych latach:
| Członek | start 1999 r. | 1999/2000 r. | 2002 r. | 2007 r. | 2017 r. | 2024 r. |
| ------- | ------------- | ------------ | ------- | ------- | ------- | ------- |
| Andrzej | Nie           | Tak          | Tak     | Nie     | Nie     | Nie     |
| Bartek  | Nie           | Nie          | Tak     | Nie     | Tak     | Tak     |
| Bifik   | Nie           | Nie          | Nie     | Tak     | Nie     | Nie     |
| Grooby  | Tak           | Tak          | Nie     | Nie     | Nie     | Nie     |
| Marek   | Tak           | Tak          | Tak     | Nie     | Nie     | Nie     |
| Pacior  | Nie           | Nie          | Nie     | Tak     | Tak     | Tak     |
| Paweł   | Nie           | Nie          | Nie     | Nie     | Tak     | Tak     |
| Sid     | Tak           | Tak          | Tak     | Tak     | Tak     | Tak     |
| Zizol   | Nie           | Nie          | Nie     | Nie     | Tak     | Nie     |

## Dyskografia
Dyskografia zespołu:
- 2000 r.: „Time To Unite”, Hooligans Records, HT001, kaseta (13 utworów: A1-A7, B1-B6)[33][34]
- 2002 r.: „Tam Gdzie Kończy Się Ulica” / „...Tam gdzie kończy się ulica...”, Enigmatic, kaseta (14 utworów: A1-A7, B1-B7), CD (14 utworów + 3 bonus track)[35][36][37]
- 2007 r.: „Co Mnie Zabija?”, Racing Rock Records, RRR06, CD (13 utworów + 1 bonus video) – materiał nagrany w Studio Demos, Katowice Ligota, 2006 r.[20][38]
- 2017 r.: „Live And Loud”[21][39][40], Jimmy Jazz Records, JAZZ 192, CD (Barcode: 5905674941923, Matrix / Runout: 21093 ZBEER – Live And Loud, Mould SID Code: IFPI UV61)[21][40], live (Rock Na Bagnie 2016: 10 utworów oraz MEBP Fest – Maniowy 2016: 16 utworów)[40][39]
- 2018 r.: „Co Nam Zrobisz?”, Oldschool Records, Lou & Rocked Boys, 2xCD (Barcode: 5907996082889, Matrix / Runout (CD1): R5536 Co nam zrobisz 2308972208, Matrix / Runout (CD2): R5546 Time To Unite 2308972008, Mould SID Code (CD1 & CD2): IFPI Z938), LP (Matrix / Runout (Side A, etched): WMF 089 733-A1, Matrix / Runout (Side B, etched): WMF 089 734-B1), LP edycja limitowana; (CD1 Co Nam Zrobisz? (2018): 12 utworów; CD2 Time To Unite (2000): 13 utworów; LP: 11 utworów – A1-A6, B7-B11)[41][42]
- 2020 r.: „Time To Unite”, Enigmatic, ENIG03LP, LP – dwie wersje, reedycja (13 utworów: A1-A7, B1-B6)[33]
- 2020 r.: „Tam Gdzie Kończy Się Ulica”, Enigmatic, LP: ENIG09LP / edycja limitowana, reedycja (14 utworów: A1-A7, B1-B7)[35]
- 2023 r.: „130 Decybeli”, Oldschool Records, CD (12 utworów)[43].

Kompilacje:
- 2001 r.: „Punks, Skins & Rude Boys Now!” Vol. 7, CD, Rock’n’Roller – Garaż Nr 17 (Matrix / Runout: ALT 0381 www.alternati-cd.com.pl/JIMMY JAZZ REC; Mould SID Code: IFPI Z905), utwór nr 21: „Moje Podwórko”[44]
- 2004 r.: „Muzyka Ulicy Muzyka dla mas vol. 1”, składanka CD („Muzyka ulicy muzyka dla mas”), Olifant Records – Olifant Records 006 (Matrix / Runout: Vegart [logotype] VEGCD 0766 MUZYKA DLA MAS; Mastering SID Code: IFPI LT57), utwór nr 7: „Jesteśmy Jacy Chcemy Być”[45][46]
- 2005 r.: „Cztery barwy Oi! Vol. 1”, składanka CDr, Korsarz Oi! Records – CD 001, edycja limitowana 100 kopii, 6 utworów – nr 13: „Bistro”, nr 14: „Natalka”, nr 15: „Bootboy”, nr 16: „Taki Właśnie Jestem”, nr 17: „Podwórko”, nr 18: „Robotniczy Song”[47]
- 2006 r.: „Muzyka Ulicy Muzyka dla mas vol. 2”, składanka CD („Muzyka ulicy muzyka dla mas”), Olifant Records (Matrix / Runout: ALT 1188 MUZYKA ULICY MUZYKA DLA MAS VOL.2; Mastering SID Code: IFPI LT57; Mould SID Code: IFPI Z929), utwór nr 8: „Jak Pies”[48][49][50]
- 2018 r.: „REpunkBLIKA. Nieustanne pogo”, CD, ZIMA (Zima Records) – CD/Z065 (Barcode: 5 907632 694926), utwór nr 2: „Nie Pytaj O Polskę”[8][51]
- 2021 r.: „Prowadź mnie ulico vol. 7 & 8” (2 CD), Jimmy Jazz Records, CD2 – utwory nr 12: „Czekam”, nr 16: „Taki właśnie jestem”[52]
- 2023 r.: „Uliczni wojownicy”, czyli Tribute to The Analogs, Hardcore Tattoo Records – HCTR016, utwór nr 6: „Nasze ciała”[53][54]

## Twórczość, odbiór i opinie
Zespół Zbeer został założony w Sosnowcu / Katowicach w 1999 r.. Ich stylistyka, muzyka, teksty, współpraca z innymi zespołami i wytwórniami klasyfikuje grupę do sceny street punk/oi!. Zaliczany jest według różnych autorów publikacji do ścisłej czołówki polskiego punk rocka. Niektóre opinie wręcz mówią, że zespół jest legendą sceny, a nawet mocniej, że jest bezdyskusyjną legendą polskiej sceny streetpunk. Muzyka i teksty tworzone oraz prezentowane przez zespół to przede wszystkim melodyjny punk z ulicznymi tekstami. Można znaleźć opinie, że pierwszy z ich albumu „Time to Unite” był kopniakiem, który zjednoczył ekipy punx, skins oraz hardcore. Także kolejne albumy zbierały pochlebne recenzje, między innymi „…Tam gdzie kończy się ulica …”, w którym zamieszczono 17 kawałków i każdy z nich to potencjalny hit oraz że znaczenie większa melodyjność poszczególnych utworów to bardzo pozytywny wyróżnik twórczości zespołu. Zwraca się uwagę na fakt, że już w początkowym okresie działalności zespół skupił wokół siebie grupę stałych fanów około 30 osób punks & skins. Jeszcze bardzie znamienną okolicznością jest to, że ekipie udało się dokonać czynu niemal ówcześnie niemożliwego, czyli zjednoczenia ekipy z Śląska oraz z Zagłębia. Pośród opinii dotyczących zespołu można znaleźć między innymi także takie stwierdzenia jak bezkompromisowy Oi!/punk bezkompromisowej kapeli, a sami muzycy na wkładce do wydawnictwa „Live And Loud” stwierdzają: Więc oto jesteśmy znów.... nadchodzą kłopoty.